# Jan Fryderyk Sapieha

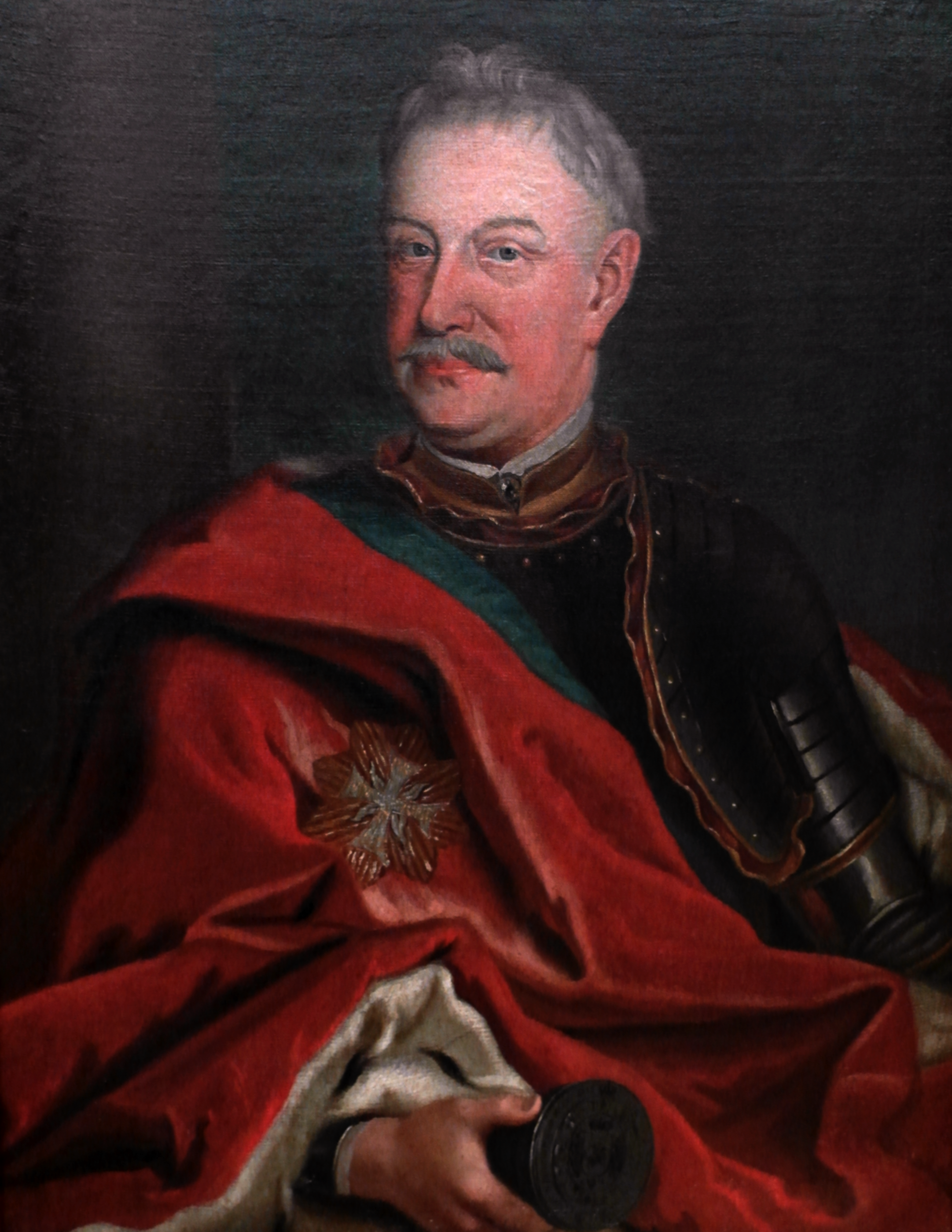
Jan Fryderyk Sapieha

Jan Fryderyk Sapieha, född 18 oktober 1680 i Dobratycze, död 6 juli 1751 i Łysowody, var en polsk-litauisk historisk författare och ämbetsman.
Utöver nedanstående skrifter författade Sapieha en genealogisk skrift om sin ätt.